# Elektrontransportkedja

Elektrontransportkedjan.

En elektrontransportkedja är ett arrangemang av proteiner som lämnar en elektron till varandra så att den genomlöper en sekvens av allt lägre potentiella energier. De allra flesta levande organismerna har elektrontransportkedjor. Deras funktion är att omvandla kemisk energi eller ljusenergi till andra former av kemisk energi (till exempel ATP) som organismen kan använda till de processer som kräver energitillskott.   
Elektrontransportkedjor kan bestå av många olika slags proteiner och använda sig av en mängd olika substrat. Gemensamt för dem är att proteinerna bildar större proteinkomplex som sitter inbäddade i ett membran. Proteinerna innehåller metallcentra som möjliggör elektrontransport. När elektroner flödar genom proteinkomplexen i kedjan resulterar det i att protoner eller andra positivt laddade jonslag pumpas från ena sidan av membranet till den andra så att en laddningskillnad - membranpotential - uppstår. Membranpotentialen kan sedan användas för att utföra arbete, antingen direkt, till exempel för att driva transport av användbara ämnen in i cellen, eller också kan ett annat proteinkomplex använda membranpotentialen för att tillverka ATP, som är våra kroppars primära energivaluta. 
De två vanligaste elektrontransportkedjorna är: 
1. Andningskedjan i våra mitokondrier, som omvandlar energi som kommer från sönderdelandet av kolhydrater, fett och proteiner i maten vi äter till kroppens "energivaluta" ATP.
2. Fotosyntesen i växternas kloroplaster, som omvandlar energin i ljus (fotoner) till kemisk energi i form av till exempel kolhydrater.

## Andningskedjan i mitokondrier

Andningskedjan.

Andningskedjan är en del av den process där energi som tillfälligt lagrats i form av NADH och FADH2 som kommer från till exempel glykolysen och citronsyracykeln omvandlas till ATP som är kroppens energivaluta. Elektrontransportkedjan sker i mitokondriens innermembran där tre proteinkomplex transporterar elektroner från de tillfälliga bärarna till den slutgiltiga elektron-acceptorn syrgas. Denna "elström" genom proteinkomplexen driver pumpning av protoner från mitokondriens matrix till utrymmet mellan membranen. Den spänning som uppstår används sedan för att driva det proteinkomplex som bygger ATP (ATP-syntas) från ADP och fosfatjoner. Elektrontransporten kräver syre vilket gör att musklerna måste producera ATP på annat sätt vid anaerobt muskelarbete vilket leder till att glykolysen producerar laktat, mer känt som mjölksyra.
Elektroner kan läcka från de olika komplexen i elektrontransportkedjan, varpå reaktiva fria radikaler som superoxid bildas.

### Detaljer
Elektrontransportkedjan består av ett antal verksamma proteiner och koenzym Q.
- Komplex I (ingångsport för NADH från citronsyracykeln). Proteinkomplexet innehåller flavin (i form av FMN)

och åtta järn-svavel-kluster. Oxidation av NADH medför att fyra H+ transporteras till intermembranutrymmet.
- Komplex II (ingångsport för succinat från citronsyracykeln). Proteinkomplexet består av succinatdehydrogenas fyra subenheter. Komplexet innehåller flavin (i form av FAD), tre järn-svavel kluster och hem). Båda dessa komplex överlämnar elektronerna till:

- Koenzym Q eller ubikinon, som skickar den vidare till nästa vätepump:
- Komplex III, som innehåller tre hemgrupper och ett järn-svavel-kluster. Elektroner som levereras från komplex I och komplex II gör att komplex III kan transportera fyra H+. Komplexet kan i sin tur reducera Fe3+ till Fe2+ i den hemegrupp som finns i det lilla lösliga proteinet;
- Cytokrom C,

som lämnar över elektronen till; 
- Komplex IV (cytokrom a + a3) som förutom de två hemgrupperna av a-typ dessutom innehåller två kopparcentra

I det sista steget lämnas elektronerna till syrgas, varigenom 4 väte och en syrgasmolekyl omvandlas till två vattenmolekyler. Denna reaktion driver dessutom ytterligare fyra protoner över till intermembranutrymmet.
Summa:
- Varje NADH som går in i elektrontransportkedjan via komplex I ger alltså totalt 10 protoner till intermembranutrymmet.
- Varje FADH2 som genereras av succinat i komplex II går inte via komplex I, och ger därför bara 6 protoner till intermembranutrymmet.

Dessa protoner kan i sin tur pumpas in igen genom ATP-syntas-enzymet, varpå ATP kan regenereras från ADP och fria fosfatgrupper.